# Darren Lynn Bousman
Darren Lynn Bousman (Overland Park, Kansas em 11 de janeiro de 1979) é um diretor de cinema e roteirista norte-americano.
Em 2004 trabalhou na ideia do filme The Desesperate. Trabalhou na adaptação dos roteiros de "Jogos Mortais 2" e dirigiu "Jogos Mortais 3" e Jogos Mortais 4. Também foi roteirista e diretor do filme de rock-ópera-horror "Repo! The Genetic Opera".

## Filmografia
- 2012 - The Devil's Carnival
- 2012 - The Barrens[1]
- 2011 - 11-11-11
- 2011 - Ninety
- 2010 - Mother's Day
- 2008 - Repo! The Genetic Opera
- 2007 - Jogos Mortais IV
- 2006 - Jogos Mortais III
- 2005 - Jogos Mortais II
- 2001 - Identity Lost
- 2000 - Butterfly Dreams

## Séries de TV
- 2008 - Fear Itself: Antologia do Medo - episódio: New Year's Day